# 차도 (연호)
차도(奲都)는 서하 의종(西夏 毅宗) 이양조(李諒祚)의 치세에 쓰던 연호이다.

## 연대 대조표
| 차도        | 원년           | 2년            | 3년            | 4년            | 5년            | 6년            |
| 서기 (西紀) | 1057년         | 1058년         | 1059년         | 1060년         | 1061년         | 1062년         |
| 간지 (干支) | 정유(丁酉)     | 무술(戊戌)     | 기해(己亥)     | 경자(庚子)     | 신축(辛丑)     | 임인(壬寅)     |
| 북송 (北宋) | 가우(嘉祐) 2년 | 가우(嘉祐) 3년 | 가우(嘉祐) 4년 | 가우(嘉祐) 5년 | 가우(嘉祐) 6년 | 가우(嘉祐) 7년 |

## 동시대 연호
| 이전 연호 복성승도(福聖承道) | 중국의 연호 서하(西夏) | 다음 연호 공화(拱化) |